# Catena aurea
La Catena aurea è un'antologia di testi patristici di commento ai Vangeli capitolo per capitolo e verso per verso. Fu realizzata da Tommaso d'Aquino+ fra il 1262 e il 1272 a Parigi, Roma e Orvieto..
Di quest'opera esistono circa 150 manoscritti e un centinaio di edizioni a stampa. Il titolo iniziale era Glossa continua super evangelia o anche Expositio continua in quatuor evangeli, cioè l'insegnamento continuo riguardante i quattro Vangeli; il nome Catena Aurea, applicato talvolta anche a testi di altri autori, si affermò intorno al XIV secolo.
L'opera include circa 12.837 citazioni, che potrebbero a loro volta provenire da raccolte e antologie preesistenti. È degno di nota il fatto che quest'opera contiene non solo fonti latine, diffuse nell'Europa occidentale dell'epoca, ma anche fonti greche, alcune delle quali non erano ancora state precedentemente tradotte in latino (ad esempio da Guglielmo di Moerbeke). Ciò può essere collegato ai tentativi di riavvicinamento tra il Patriarcato ortodosso di Costantinopoli e la Santa Sede che ebbero luogo nel 1261.
Il commento al primo dei quattro Vangeli, il Vangelo secondo Matteo, fu realizzato tra il 1262 e il 1264, ed è preceduto da una prefazione che dedica l'opera a papa Urbano IV, committente della Catena aurea. La parte rimanente dello scritto, composta successivamente, è dedicata ad Annibaldo Annibaldi.
Il genere letterario non è nuovo per l'epoca: esistevano già la Glossa ordinaria e altre catenae, oltre a commenti ad altri libri della Bibbia , ad esempio al Libro dei Salmi. Secondo Martin Morard, questa Catena aurea, in quanto voluta dalla Santa Sede, mostra la volontà del Papa di riorientare l'insegnamento circa i Vangeli e il loro contenuto.